# 相鉄7000系電車
相鉄7000系電車（そうてつ7000けいでんしゃ）は、1975年（昭和50年）から導入された相模鉄道の通勤形電車である。
本項では、1975年から1985年（昭和60年）にかけて製造された7000系、1986年（昭和61年）から1989年（平成元年）にかけて製造されたモデルチェンジ車である新7000系、2005年（平成17年）から2006年（平成18年）にかけて本系列を改造した事業用車両700系モヤ700形について述べる。
編成表記は7751×10のように横浜側の先頭車の車両番号×編成内の車両数の表記方法で編成を表すのが公式とされるため、それに準ずる。なお、7713×10及び7715×10については8両編成だった期間があるが、8両編成の時に行われた改修等は7715×8のような表記とする。

## 概要
1960年代、相鉄では6000系のアルミ試作車両としてモハ6021が製造され、鋼製の同型（モハ6000形）と比べて4.5t程度の軽量化に成功した。さらに1970年代初頭、2000系や5000系 (初代)といった車両を、アルミニウム製車体に乗せ換えることで、性能を落とすことなく車体の大型化に成功した。
これらの成功を受け、当時の標準車両であった新6000系の設計を基に、軽量性に優れるアルミ製車体を有する新形式として製造されたのが7000系電車である。6000系電車に続く相鉄の主力車両として導入が進められた。全車両が新製当初より冷房装置を搭載した。

## 系列別概要

### 7000系

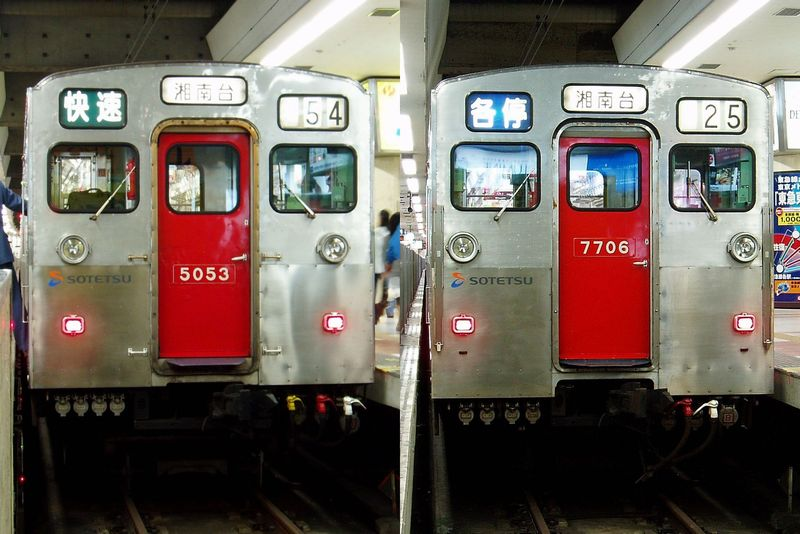
5000系 (左) と7000系 (右) の正面比較
灯具の位置と車体裾部分に差異がある

全車両が日立製作所にて製造され、1975年（昭和50年）9月から1985年（昭和60年）4月にかけて11次に渡り、合計80両が投入された。

#### 車体外観
アルミ製20m長、両開き式ドアを片側に4つ配した通勤型の車体である。基本的には先に登場した2100系、5100系に準じた車体構造だが、ロール材などを活用し、さらなる合理化と軽量化を図っており、構体重量（足回りを除いた車体の上の部分）は3.6tという大型通勤電車としては空前の軽量である。総重量で見ても電動車が約35t、付随車が約24tで、新6000系と比べて5t程度の軽量化に成功している。車体の配色は2100系、5100系と同様にアルミの色を活かしたクリア塗装が施されており、アクセントとして前面貫通扉や側面の飾り帯にオレンジ色を配色している。なお、この飾り帯は、外板とフレームとの接合部分を隠す役割を果たしている。
屋根上には、製造当初より冷房装置が搭載されている。新6000系での試験結果を踏まえ、基本的に日立FTUR-550形（冷凍能力40000Kcal/h）を搭載するが、後期には試験を目的にヒートポンプ式が採用された。室内換気用の通風器（ベンチレーター）も設置されておりガーランド型と呼ばれる十字型のものである。
側面の表示は「急行」や「各停」といった列車種別の表示のみで、行き先の駅名の表示はできない。初期の車両では、前面の各種表示は手動で行っていたが、後に導入された車両は電動式のものが装備され、初期の車両も電動式に交換された。なお側面の種別表示は、当初より電動である。車体側面に設置されるランプ（車側表示灯）は一般にみられるドアの開閉を車掌や駅員に知らせる赤いランプに加えて、緑色のものも設置されている。これは制動灯と呼ばれ、ブレーキがかかっている場合に点灯するもので、他の車両ではあまり見られないものである。
集電装置（パンタグラフ）は、6000系以降に登場した車両と同じく、全ての電動車の海老名寄りの屋根上に設置されている。導入当初の形式はともに菱形形状のPS13で、後期のものはPS16であったが、後年シングルアーム式のものに換装された車両が存在した。
前述のように2100系や5100系と外観が酷似しているが、分かりやすい相違点としては以下のようなものがあげられる。
- 屋根上のベンチレーターの形状 - 本系列はガーランド型、他2つは丸い形のグローブ型である。
- 側面帯の太さ - 本系列の方が細い。
- ライト類の配置 - 本系列の方がやや外側よりである。

当初はクハ7500形・クハ7700形・モハ7100形-モハ7100形のユニット の3形式が登場し、編成も新6000系をモデルにした4両×2の8両編成と、2100系をモデルにした中間にモハ7100形を4両組み込んだ6両編成の2種類だったが、その後1本を除き7両編成に組み換えられた。その後、すべての編成をラッシュ時10両編成・閑散時8両編成として運転できるよう1983年（昭和58年）に横浜寄り制御電動車モハ7000形-モハ7100形のユニットとサハ7600形が登場した。各形式の詳細は後述の形式詳細を参照。

#### 車内設備
座席は全てロングシートで、生地の色は当時の相鉄の標準であったオレンジ色（優先席は灰色、のちに青色）を採用した。
3次車（昭和52年）以降はモハ7100形の連結面に、風を遮るための貫通扉が設置されている。本系列は前述のように、製造当初から冷房装置を搭載していたが、天井に扇風機を併設し、壁面に操作スイッチが設置されている。このスイッチは、乗務員室内のメインスイッチを入れないと作動させることはできない。乗務員の判断でメインスイッチを作動させたうえで、乗客に個々のスイッチを操作するように促す放送を流すことがある。
側面客室窓は、当時の相鉄車両の特徴である油圧機構押しボタン操作式の1段下降式パワーウィンドウ仕様で、ボタン操作一つで窓を開けることが可能。また、車内客室扉脇には、B5版程度の大きさの鏡を複数枚設けている。

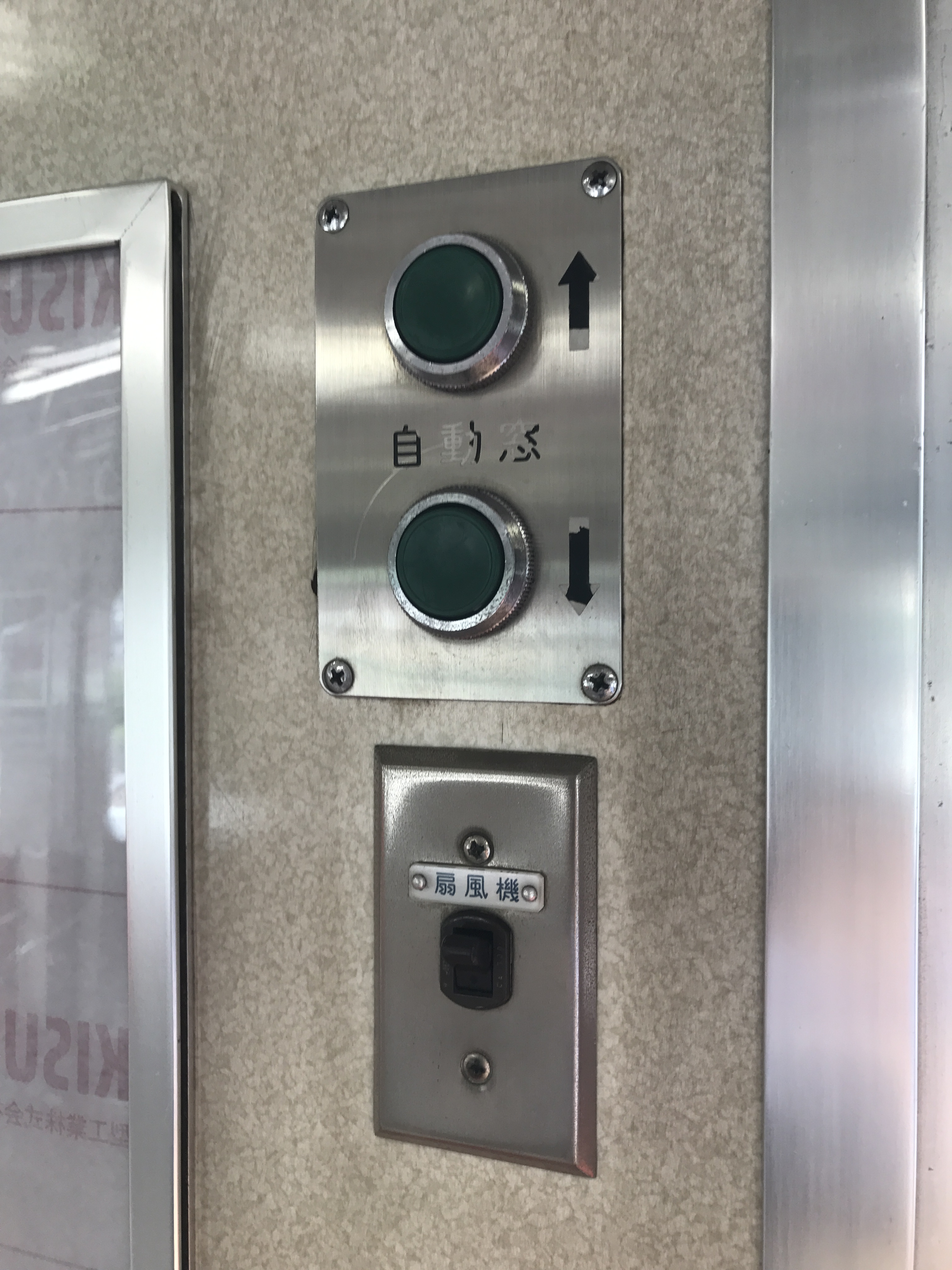
側面客室窓開閉スイッチ (上部) と扇風機の作動スイッチ (下部)
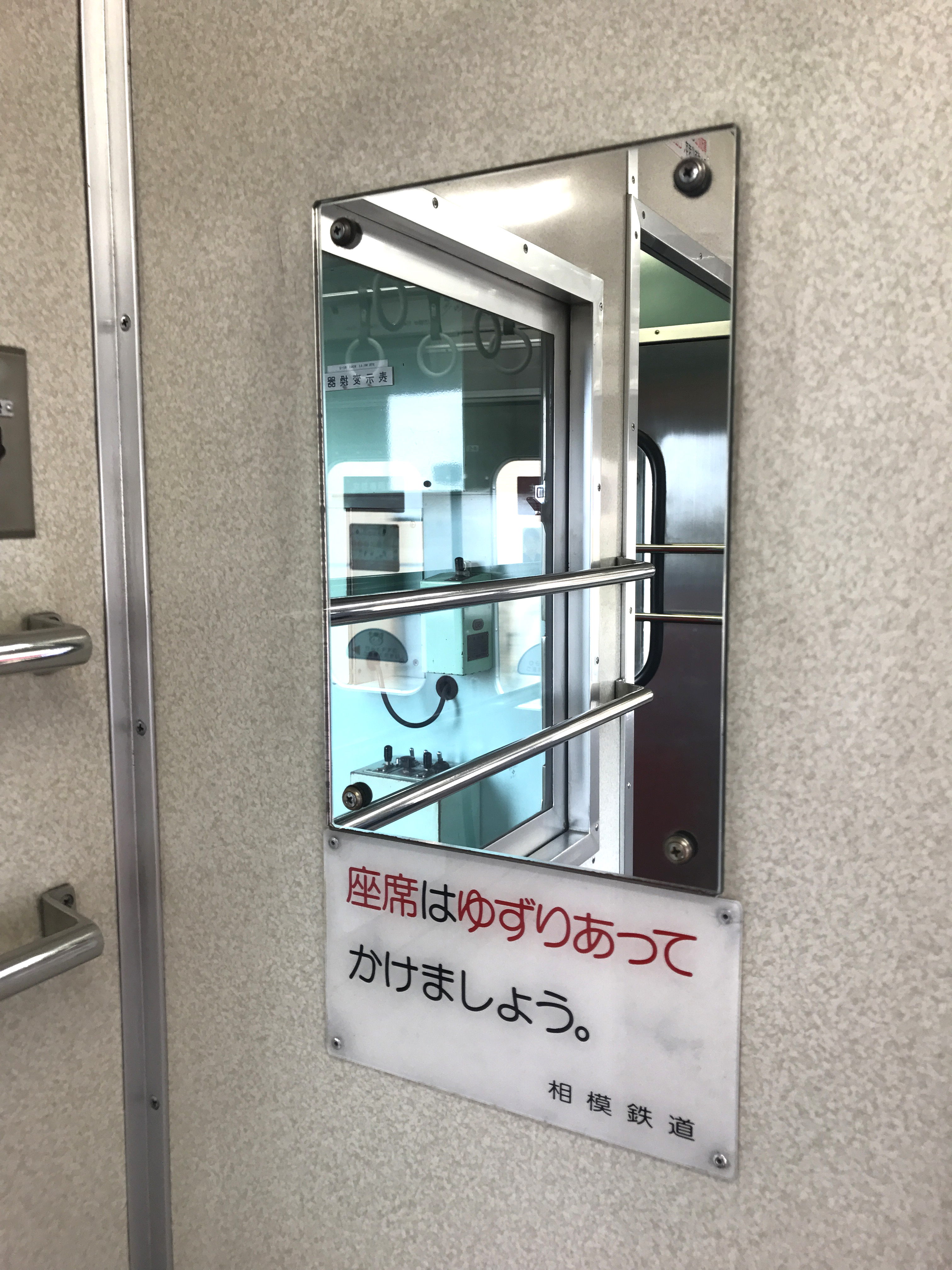
客室内にある鏡

#### 運転・走行機器
電装品は先に登場した新6000系に準じている。
動力車は2両を1組とするMM'ユニット構成で、M1車もしくはMc1車に搭載された制御装置が、自身とM2車に搭載されている主電動機（走行用モーター）8台を一括して制御する方式、いわゆる1C8M制御を採用している。制御装置は日立製MMC-HT-20B1型の抵抗制御である。この装置には、新6000系と同じく発電ブレーキ機構は装備していないため、静かに減速する。主電動機には日立製直流直巻電動機HS-515-Arb・HS-515-Brbを採用、回転力の伝達方式は伝統の直角カルダン駆動方式、減速比は車体の軽量化を踏まえて、新6000系の1：4.9に対して本系列では1：4.5と高速性を重視した設計とした。
照明や冷房装置の補助機器類電源として日立製HG634系ブラシレス電動発電機（MG）を、ドアの開閉やブレーキに用いる圧縮空気の生産用に日本エヤーブレーキ製空気圧縮機（コンプレッサ、CP）をM2車の床下に設置している。
台車はいずれも枕ばねに空気ばねを採用し、保守の容易なペデスタル式軸箱支持機構を持つ。型式は動力車が日立KH59-B1型、付随車が日立KH72A1型を採用した。これらの台車はディスクブレーキを採用し、動力車用・付随車用のいずれも、ブレーキディスクを車輪の外側に装着した特徴的な外観である。これは、6000系5次車から採用されている構造である。
車内の照明や冷房装置などの電源として日立製電動発電機（MG）を搭載。ドアの開閉やブレーキに用いる圧縮空気の生産のため、日本エヤーブレーキ（現：ナブテスコ）製の空気圧縮機（CP）が一部車両の床下に搭載されている。MGとCPの能力はそれぞれ容量140kVA、吐出量2130L/minであり、能力は同等だがいくつかの形式に分けられる。
ブレーキ方式は応答性に優れる電磁直通ブレーキ式で、前述のように発電ブレーキ機構を装備しないため、常用ブレーキは空気ブレーキのみである。
先頭車が貫通構造のため、運転台はコンパクトにまとめられている。配色は運転室内全体が緑色、計器類は黒色である。マスターコントローラーは4段ノッチの縦軸式、ブレーキハンドルも縦軸式である。前述のように本系式は電磁直通式ブレーキを採用するが、一般的なものと異なり、日立式と呼ばれる日立製作所が発案した独自規格を採用している。一般的な電磁直通ブレーキでは、ブレーキハンドルを動かした角度に比例してブレーキが強くなるセルフラップ式だが、日立式では、減速する場合に「常用」位置まで一旦ハンドルを動かす。常用位置にハンドルを置くと圧力が変化するので、圧力が適正になったらハンドルを「重なり」位置に移動させることで減速する。これは自動空気ブレーキの操作と同じであり、一般的な電磁直通式とは操作方法が大きく異なっている。

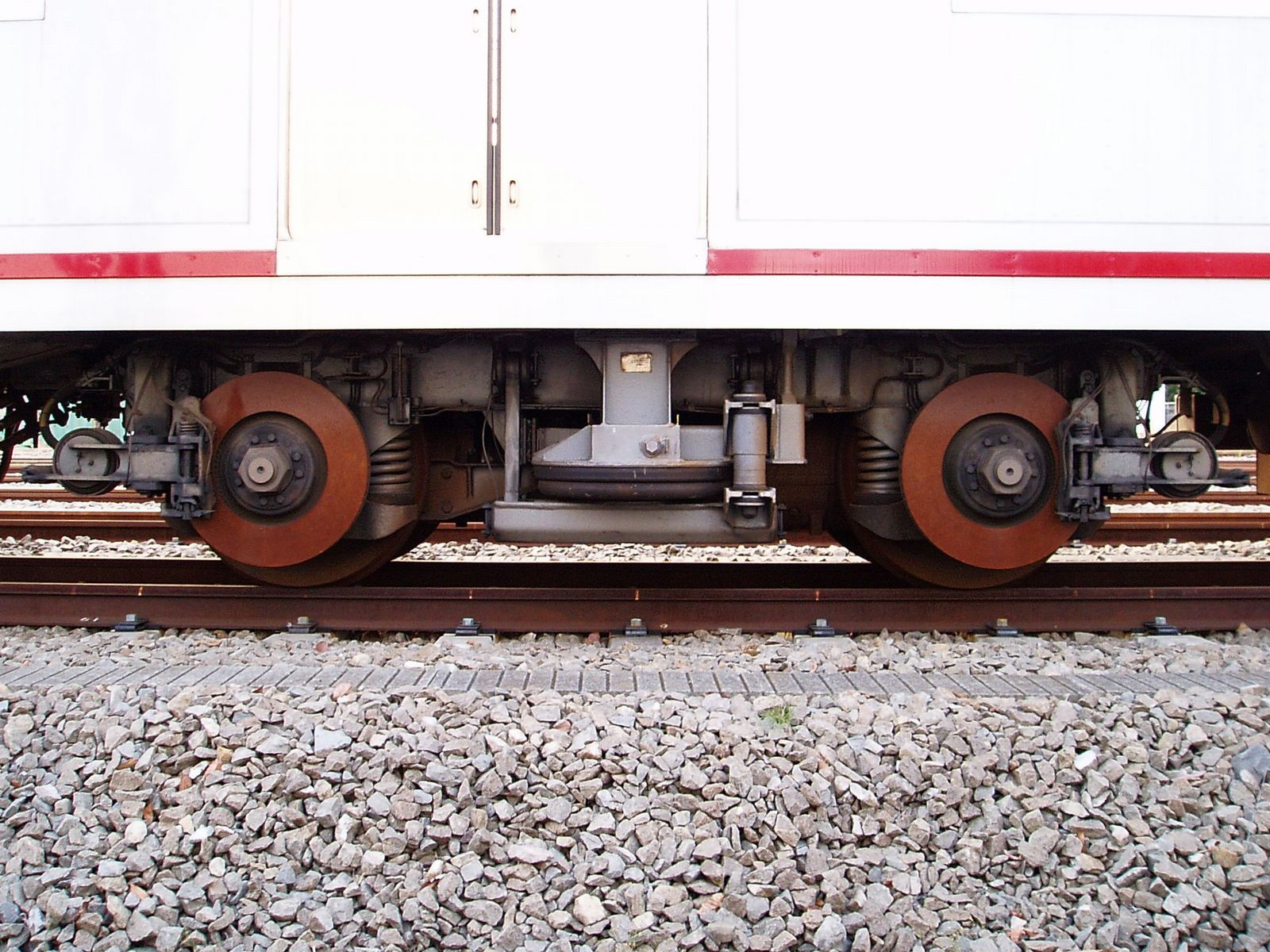
電動台車KH59-B1
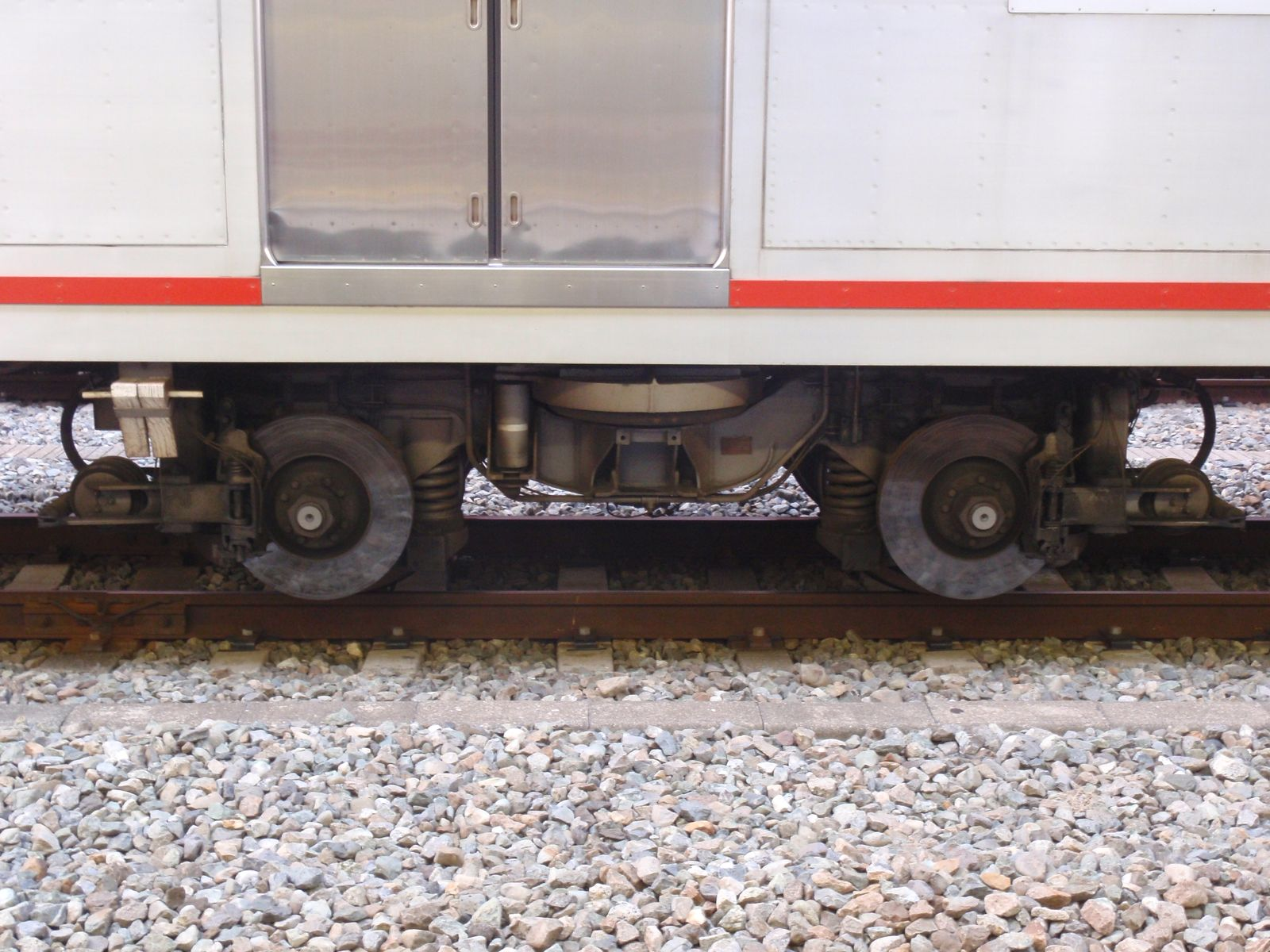
付随台車KH72-A1

#### 保安設備
列車無線、自動列車停止装置（ATS）とデッドマン装置を搭載する。

### 新7000系

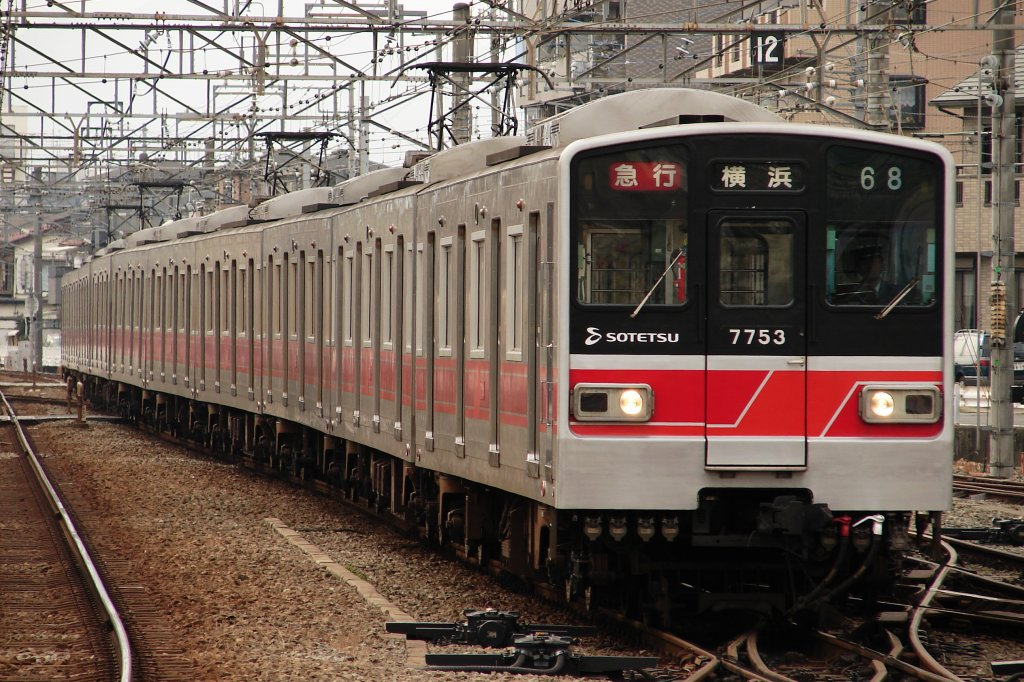
登場時のカラーリングの新7000系（VVVF編成）
（2007年3月16日 相模大塚駅）

1986年（昭和61年）5月から1989年（平成元年）にかけて投入された編成（第12次増備車以降）は、前面スタイルが大幅に変更されたため、従来の7000系に対する視覚的な区別から新7000系と呼ばれる。全車両が日立製作所で製造され、各形式で合計60両が投入された。初期の2編成の機器面は在来の7000系と大差なかったが、1988年以降に導入された編成では機器面でも大幅な刷新が行われ、導入された多くの新機軸は後に8000系電車や9000系電車にも採用された。

#### 車体（新塗装化以前）
新塗装化については「#更新工事及び変更点」を参照
1970年代後半より流行した前面窓周りに黒色を配色し前面窓を大きく見せる手法、いわゆるブラックフェイスが相鉄の車両としては初めて導入され、前面のスタイルが大きく変化した。前面のカラーフィルムには社名（SotetsuもしくはSagami Railway）の頭文字の“S”をあしらった模様が採用された。ライト類の位置が変更され、運用番号表示幕や種別表示幕は小さいものが採用された。車体上部には優等列車運用時に使用する急行灯が設置されているが、後年使用されなくなった。
側面スタイルは7000系と同じだが、上下のアルミ製飾り帯をやめ、窓下へのフィルムステッカーに変更されている。当時流行のデザインへ一新し新車をアピールしたが、外板の繋ぎ目が露になった。側面の表示には行き先表示はなく、7000系同様に「特急」や「各停」などの種別表示のみである。
冷房装置は7000系などでの試験結果を踏まえて先頭車両のみヒートポンプ機構を採用した。形式は日立FTUH-550で冷凍能力は42000Kcal/hである。
編成は半ば固定化されており、6両+4両が2本、5両×2が1本、10両貫通固定が3本である。なお、実質固定化されている6+4両および5+5両の編成の中間に入る制御車の乗務員室側は転落防止幌が設置されているものの、前面方向幕や前照灯などの運転に関する機器類の撤去は行われていない。また最後の3本は相鉄では初の10両貫通固定編成になった。これによって運用する際の柔軟さは失われたが、中間に制御車を挟まないことにより編成全体での定員増に貢献している。

#### 車内設備
最初に導入した7713×10は、7000系と比べシート端の握り棒の有無以外ほとんど変わらないが、導入2編成目の7715×10からは、客室天井の扇風機がラインデリアに変更された。天井構造も平天井にモデルチェンジされた。
また、車内には客用ドアの上部に千鳥配置で、地図式の旅客案内表示器が設置されている。駅名のランプを点灯・点滅させることにより、行き先と、次の停車駅を表すことができる。なお、7713×10では貫通路の上部にも同じものが設置されているがサイズが扉上のものより横幅が狭く、ランプの形も違う。
最後に導入された7755×10には編成中2両、5号車と8号車にセミクロスシートが試験的に採用されたが、乗客に好評だったため、後発の8000系や9000系にも採用されている。

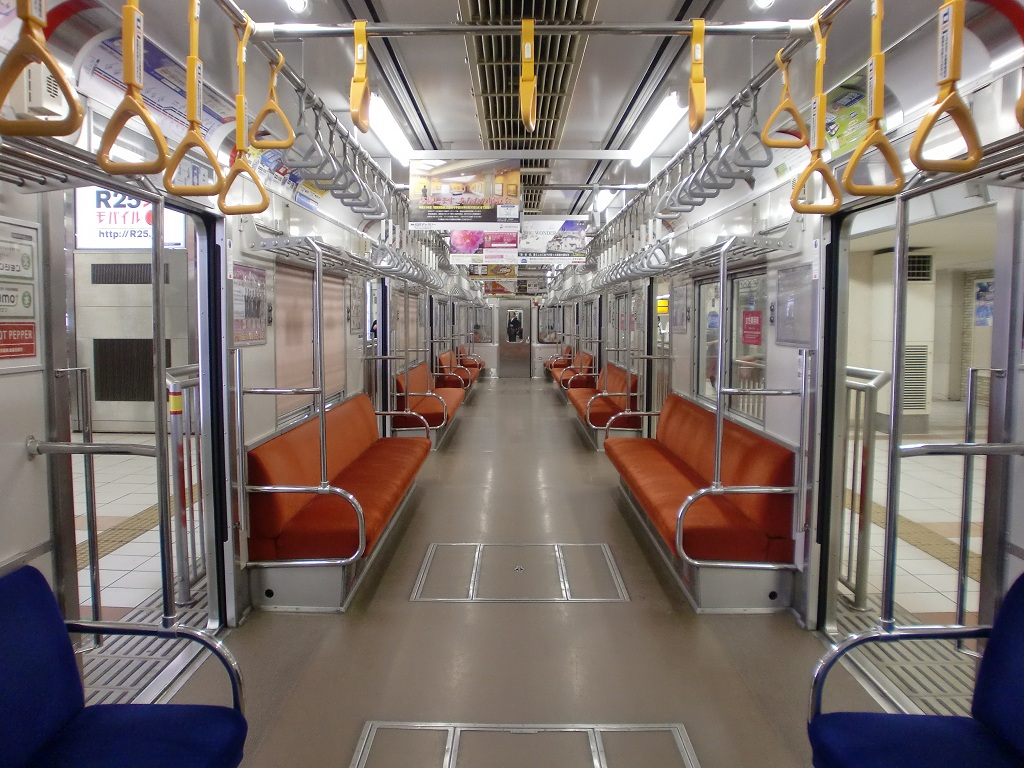
新7000系 ロングシート車車内（7715F更新後）
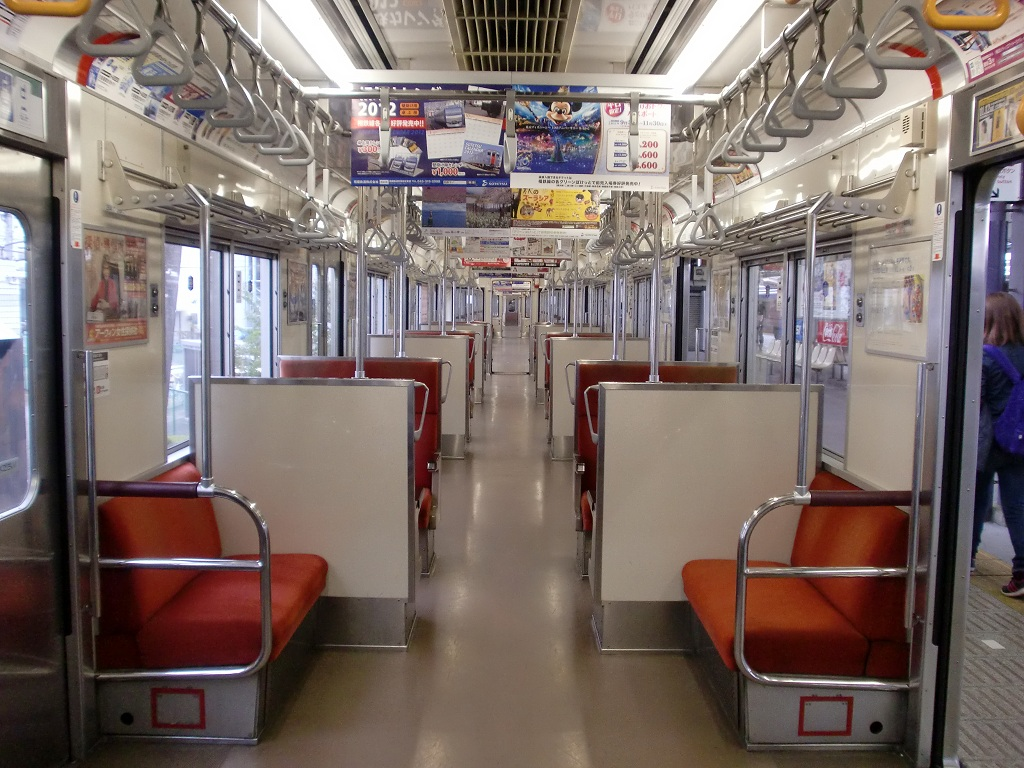
新7000系 セミクロスシート車車内（7755F更新後）

#### 運転・走行機器
当初製造された、横浜側が6両の6+4両編成が2本（20両）は、従来の抵抗制御のままである。抵抗制御の編成はMT比（電動車と付随車の構成比率）6M4Tの10両編成を組む。この20両は、7000系とほとんど変わらない走行設備を持つ。各形式の車両番号も、7000系の続きの番号で付けられている（7100形7133〜7147の奇数は欠番）。
1988年（昭和63年）以降に投入された編成は、これまでと大きく異なる設備となった。これは、3000系電車を用いたGTO素子によるVVVFインバータ制御の試験の結果が良好であったことから、本系列においても導入することになった。各形式の車両番号は、下2桁を新たに51から振っており、これらは7050系や7000系50番台として区別されている。
モーター制御方式は、日立製回生ブレーキ付VVVFインバータ制御方式を採用。主電動機（走行用モーター）も一新され、日立製かご形三相誘導電動機（出力180kW）を採用。モーターの出力向上と歯車比の見直し（1:4.50 → 1:4.90）により、1編成当たりの電動車の数を減らして、10両編成で4M6T（電動車が4両、付随車が6両）を基本の構成とした。車軸への動力伝達は伝統の直角カルダン駆動方式を継続して採用したため、独特な電動機の磁励音を立てるのが特徴である。台車も抵抗制御のものとは大きく異なり、1次（車軸）ばねをロールゴム式円筒案内とし、ゆれ枕を上ゆれ枕式空気ばねとした日立KH-132A（電動車）・KH-135（付随車）を採用した。
電動車の数を減らすことには成功したものの、VVVFインバータは降雨や降雪といった悪条件時の粘着力が十分とはいえず、更に軽量車体であるがゆえ、滑走が発生しやすくなるという問題点も発生した。また、ブレーキ方式は、電磁直通弁式電磁直通ブレーキ（通称：日立式電磁直通ブレーキ）としては、初の回生ブレーキ付とされた。作用機構が複雑であったためか、本系列だけの採用に留まった。
VVVFインバータ車両の電動車では交流モーターを用いており、その特性上ブラシの保守が不要であることから、台車直上床の主電動機点検蓋（トラップドア）は不要とされるが、本系列から9000系までの車両に設置されている。

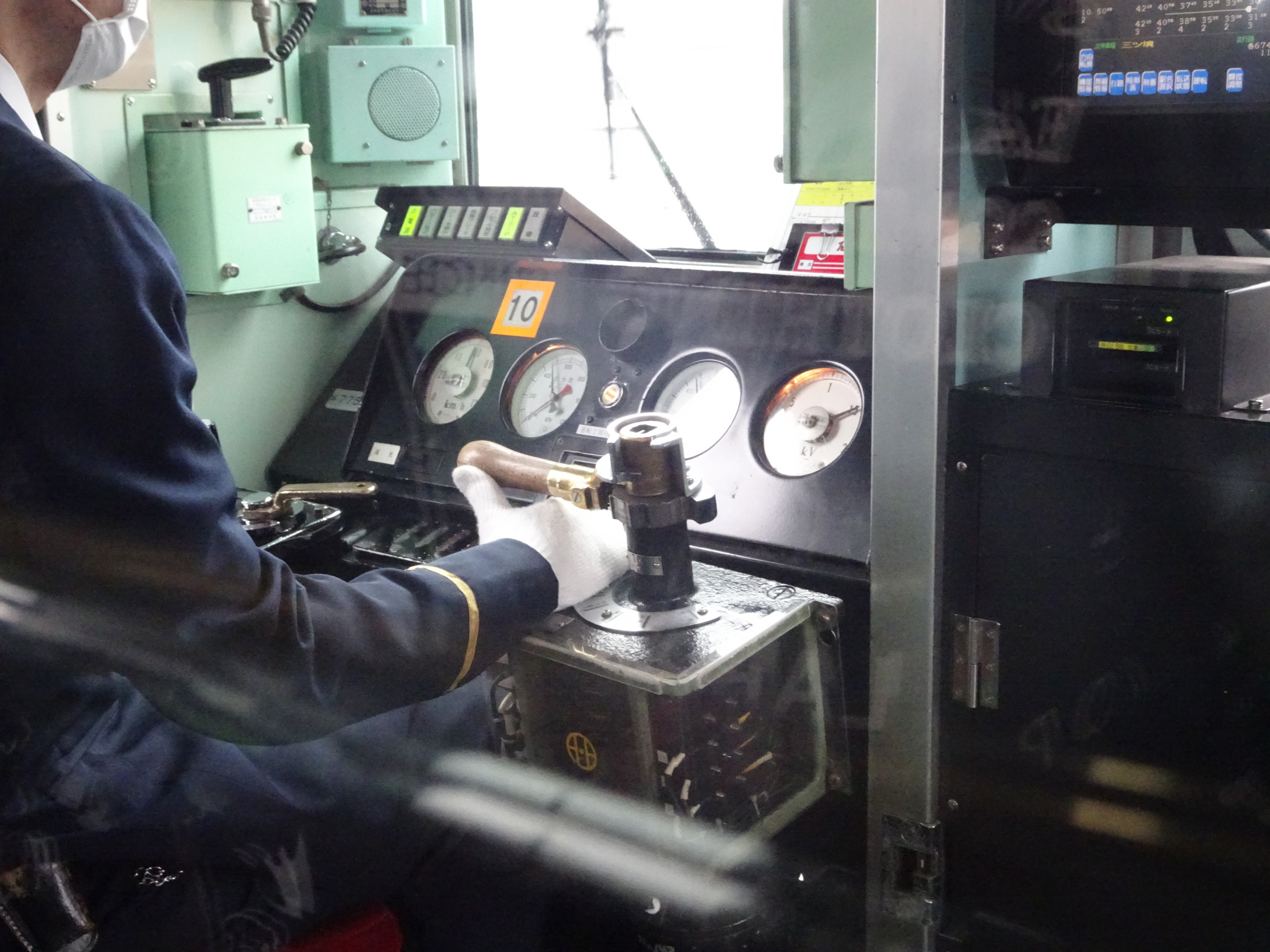
新7000系の運転台。モニターは小型のものが右側に設置されている。

#### 保安設備
7000系に準ずる。

### 事業用車（700系モヤ700形）

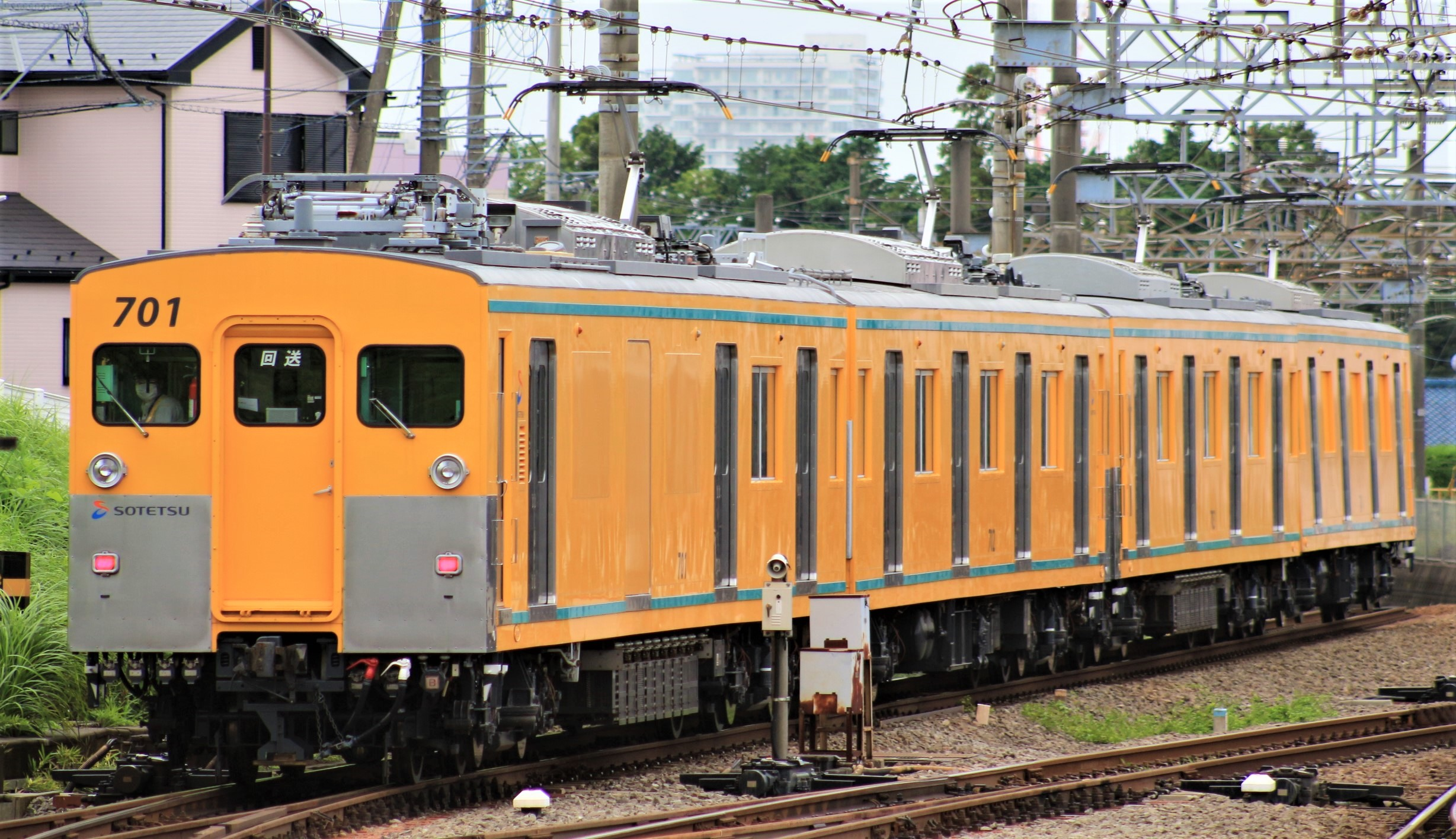
モヤ700系
（2021年6月30日 かしわ台駅）

#### 概要
架線検査用2000系電車モニ2000形やED10形電気機関車が、製造から40年以上が経過し老朽化していたため、2005年（平成17年）から2006年（平成18年）にかけて、余剰となった本系列（7000系）のうち、モハ7000形-モハ7100形のユニット2本、計4両が東急車輛製造にて事業用車に改造（その後かしわ台車両センターで施工）され、700系モヤ700形となった。以下の車両が改造された。
←横浜方面
- 7002 - 7136 ⇒ 701 - 702 … 検測・入換・牽引用
- 7001 - 7134 ⇒ 703 - 704 … 救援・入換・牽引用

#### 車体
車体はステンレスの補強部分を除き、事業用の車両を示す警戒色である明るい黄色が配色された。改造当初は画像のように、車両番号表記は10000系と同じ書体が採用された。
モハ7100形からの改造車である702と704は新たに7000系に準ずる運転台を設置したが、前面は非貫通構造とされた。新設されたライトなどの部品は、新6000系からの廃車発生品を再利用している。

#### 設備
702には架線を観測するためのビデオカメラが設置された。
704の車内には救援に使う巨大ジャッキ・ジブクレーンが装備されている。破損防止のために側面の窓が埋められ、ガラスの代わりにアルミ板がはめ込まれている。703には軌道との摩擦係数増加を目的とした約5tのデットウェイトを搭載する。
701は2011年に東急テクノシステム長津田工場で再改造され、本格的な検測装置を搭載した。トロリ線磨耗・偏倚・ATS・無線測定装置・動揺検出器を新設した。外見上の変化は屋根上に各検測装置、測定用パンタグラフが新設され、一部のドア・窓が埋められた他、台車には動揺検出器が取り付けられた。なお、測定用パンタグラフは相鉄では初めて下枠交差型が用いられた。

#### 走行設備
種車と同じ抵抗制御、直角カルダン駆動である。

#### その他
施工後しばらくは動きがなかったものの、2006年8月に試運転を行い、同月検測分から運用を開始した。月に1回程度、昼間に相鉄本線、いずみ野線、厚木線の検測を行う。また、検測以外にも新車・廃車・休車車両の輸送や車庫内の入れ換えにも用いられる。車両を輸送するときは4両すべてを用いる。このときは前2両・後2両で挟み込むか、4両で牽引する。701の再改造後、2011年度からは月に2〜3回程度の検測走行を実施している。また夜間の検測も行う。2019年11月にモヤ703-704ユニットが、2020年2月にはモヤ701-702ユニットのパンタグラフが検査出場時にそれぞれシングルアーム形に換装された。

#### ギャラリー

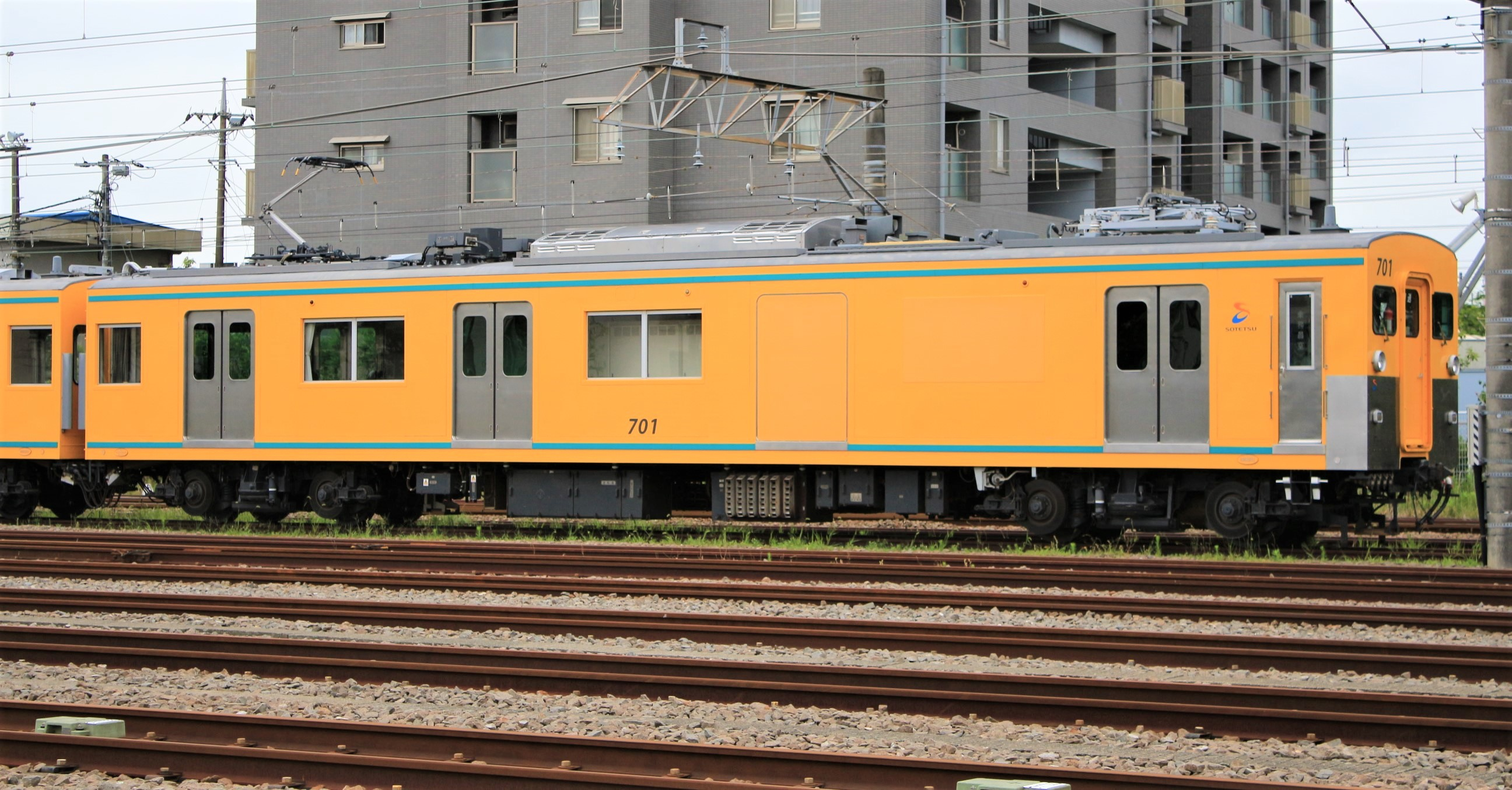
モヤ701
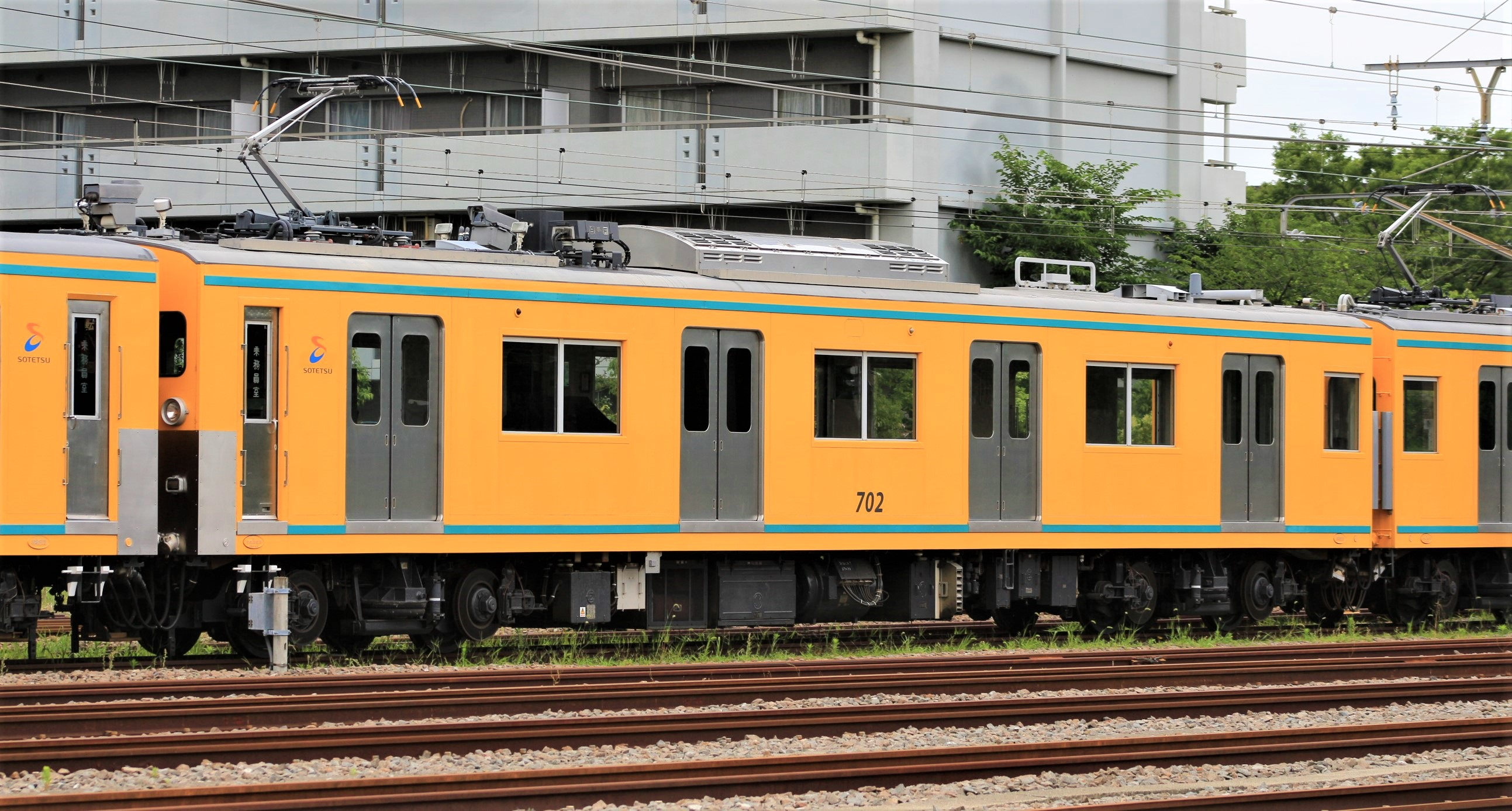
モヤ702
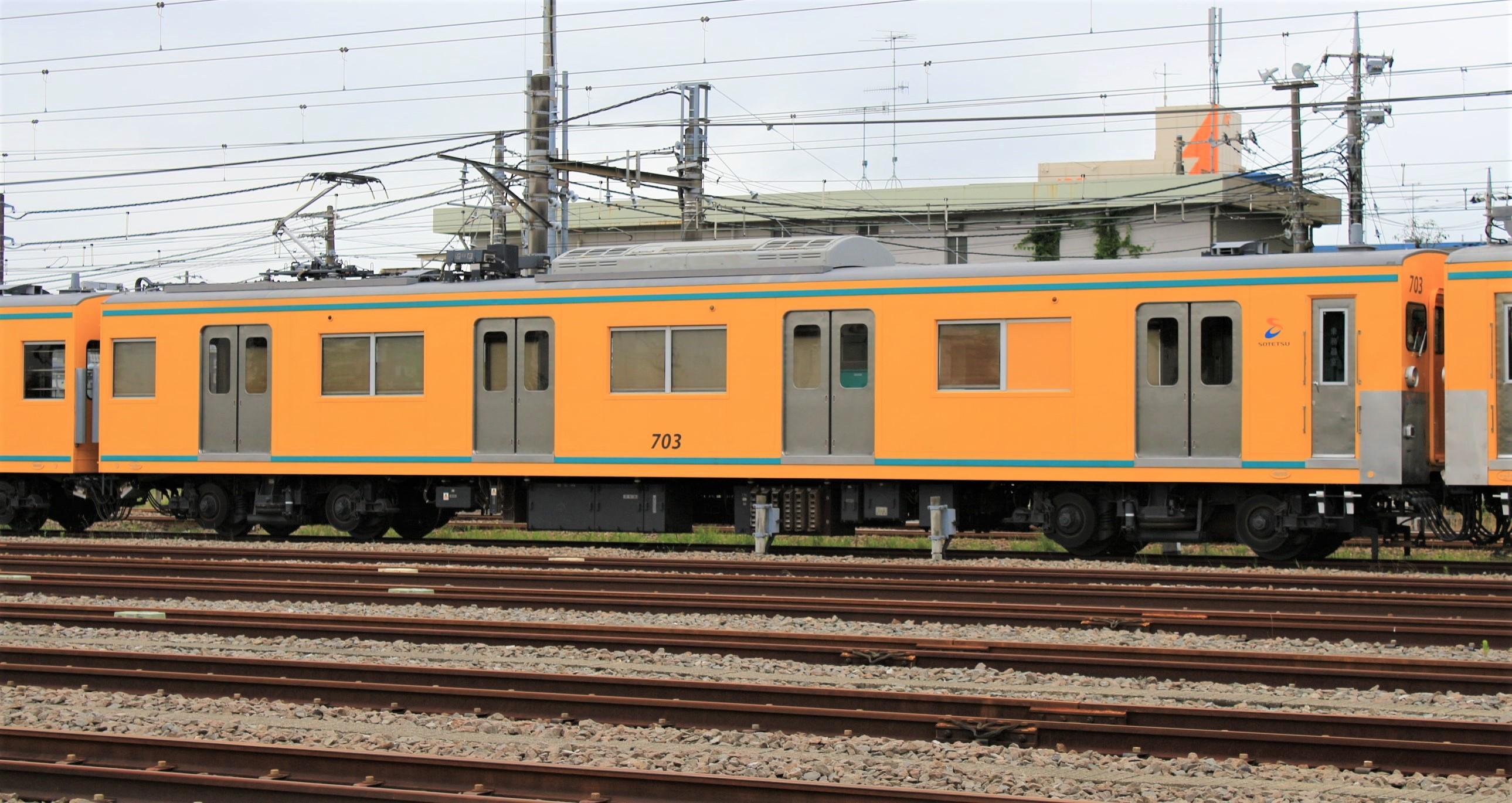
モヤ703
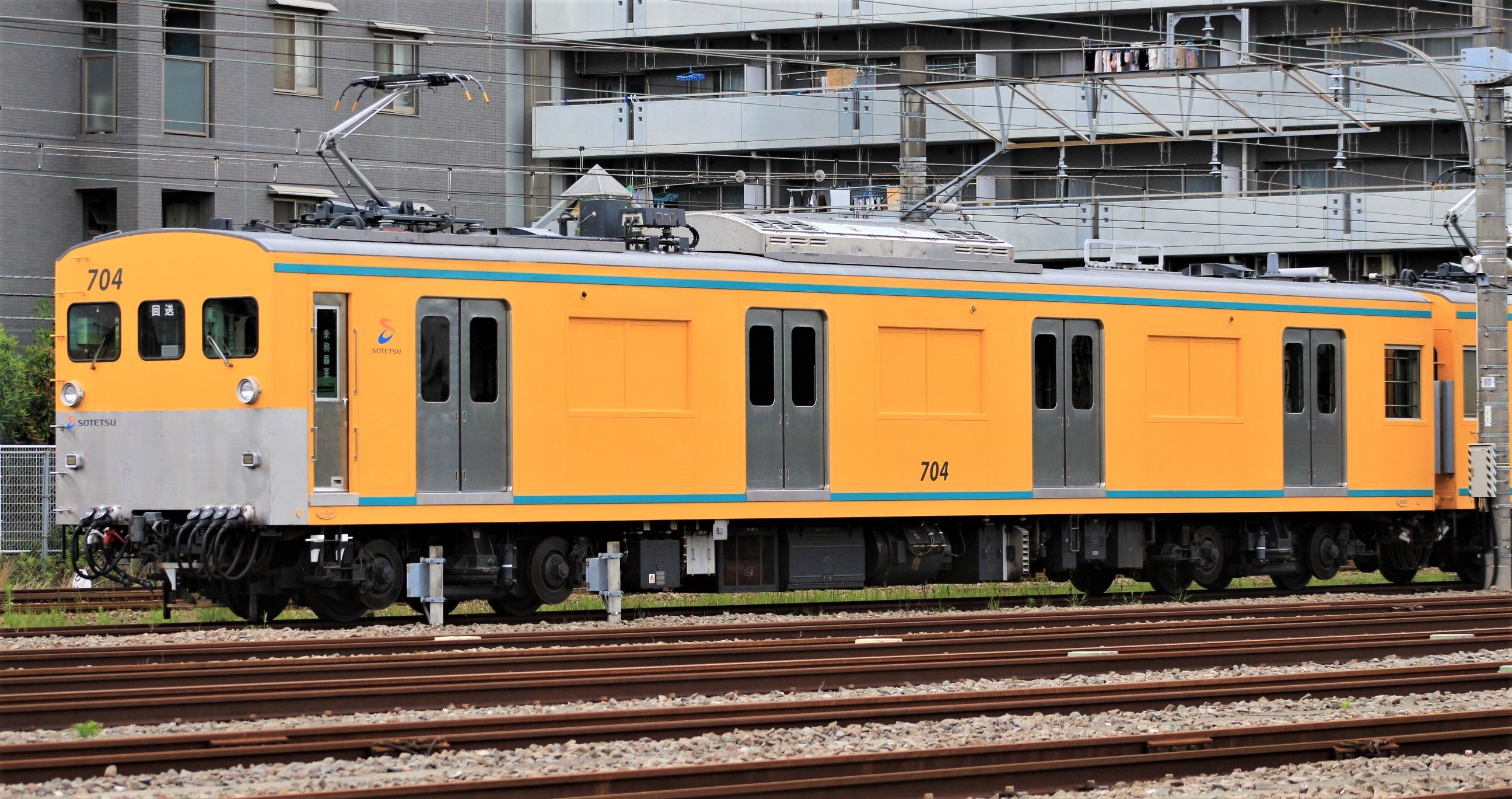
モヤ704
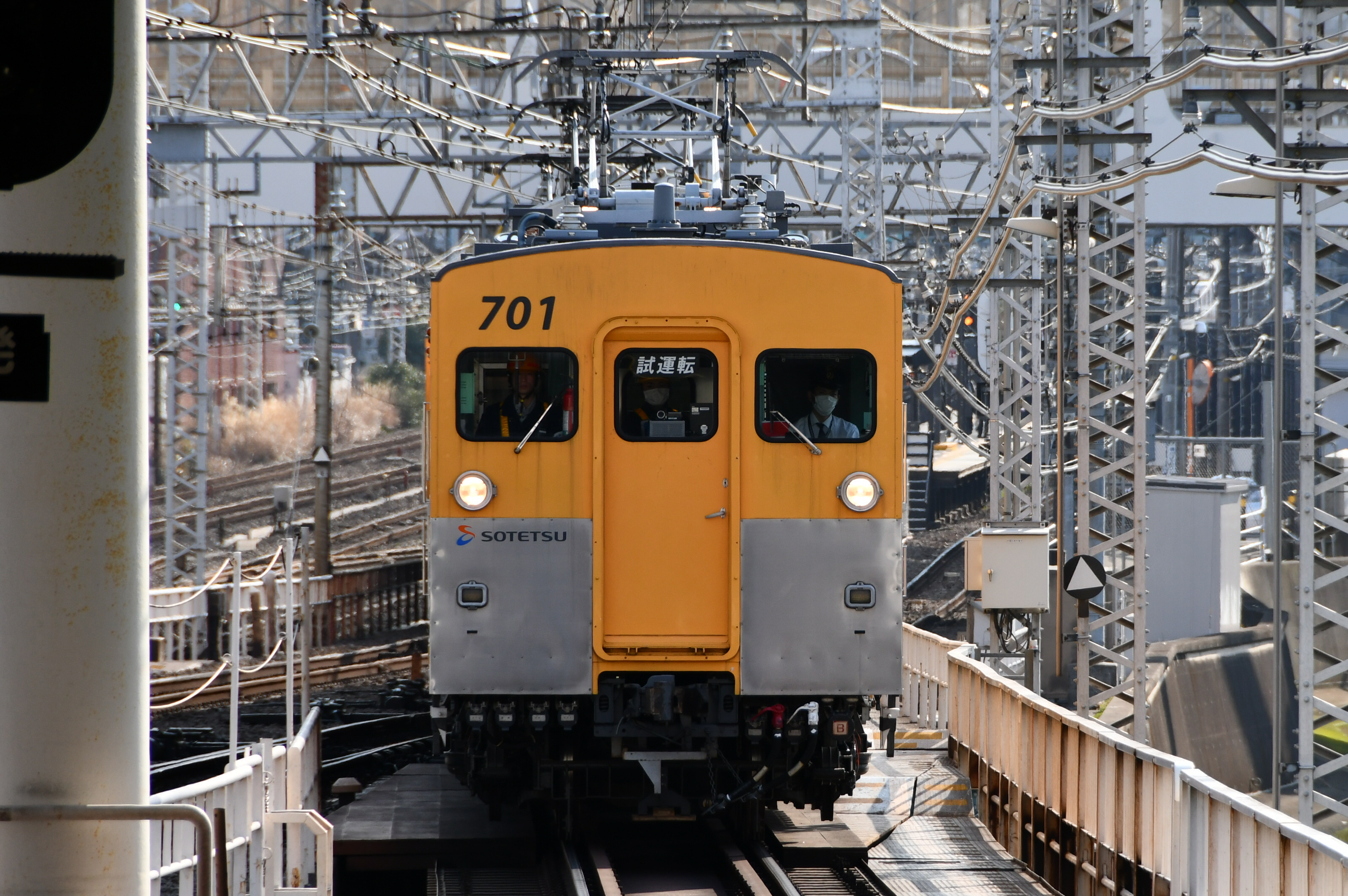
横浜駅に入線するモヤ700形。ひし形のパンタグラフを装備している。（2019年3月）
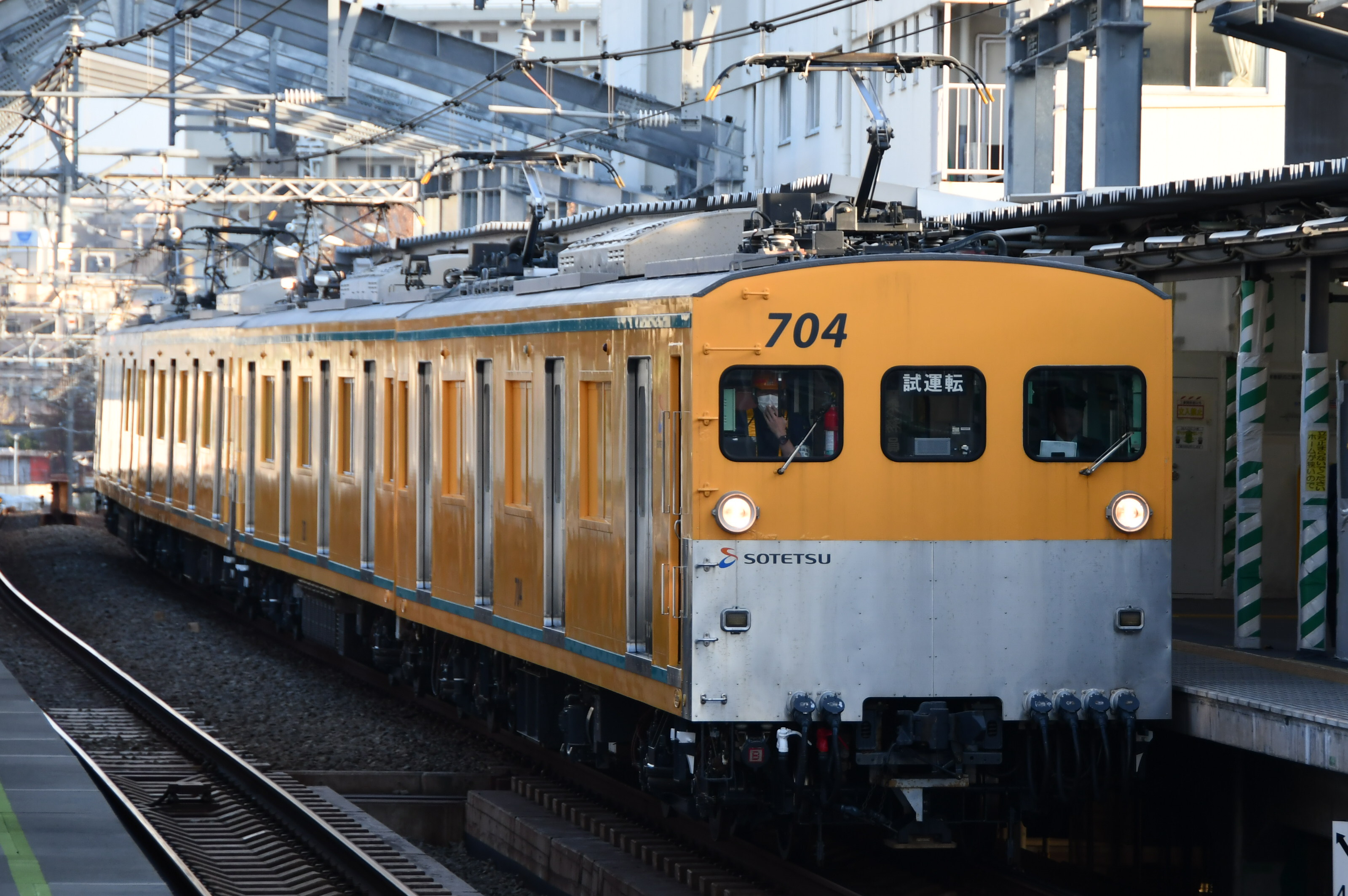
天王町駅を通過するモヤ700形。モヤ703-704ユニットのパンタグラフが交換されている。（2019年12月）

## 形式
本系列で見られる形式およびその役割を以下にまとめる。
営業用
- モハ7000形

横浜方に連結される制御電動車で7000系だけに存在する。主制御器および抵抗器を搭載。後述のモハ7100形の奇数番号車両の代わりとして、モハ7100形の偶数番号とユニットを組む。7001 - 7008の8両製造。2019年現在、後にモヤ700形となった車両以外は現存しない。
- モハ7100形

中間電動車で7000系と新7000系（0番台）に存在する。7101と7102の様に車両番号の奇数・偶数でユニットを組む。奇数番号車はユニットの横浜寄りに組成され主制御器および抵抗器を搭載、偶数番号車にMG・CPといった機器を搭載する。パンタグラフはいずれの車両も搭載。7101 - 7160まで製造されたが、7133, 7135, …, 7147の奇数番号8両はモハ7000形を代替としているため欠番である。7101 - 7148の40両が7000系、7149 - 7160の12両が新7000系デザイン。
- モハ7300形

中間電動車として新7000系（50番台）だけに存在する。主制御機器（VVVFインバータ装置）とパンタグラフを搭載。この車両は7100形と異なり、電動車同士でのユニットは組まない。7351 - 7366の16両製造。
- クハ7500形

海老名・湘南台方に連結される制御車として7000系・新7000系（0番台・50番台）のいずれにも存在する。いずれの系列でもMGやCP等の機器を搭載しない。7000系・新7000系（0番台）としては7501 - 7517の17両が製造され、7501から7513までの13両が7000系、7514以降4両が新7000系デザイン、新7000系（50番台）としては7551 - 7555の5両製造。
- サハ7500形

2013年に中間制御車がサハに変更された。対象編成は7505・7513・7514・7516・7551の5両である。7505と7513が7000系、7514以降3両が新7000系デザイン、新7000系（50番台）は7551である。
- サハ7600形

中間付随車として7000系と新7000系（50番台）に存在する。7000系の方は搭載機器はなし、新7000系（50番台）の方はMG・CPを搭載する車両と、搭載しない車両の2種類が存在する。7000系として7601 - 7607の7両、新7000系（50番台）として7651 - 7664の14両製造。
- クハ7700形

横浜方に連結される制御車として7000系と新7000系（0番台、50番台）のいずれにも存在する。7000系・新7000系（0番台）の車両には搭載機器なし、新7000系（50番台）はMGとCPを搭載する。前者は7701 - 7716の16両が該当し、このうち7701 - 7712の12両が7000系、7713以降4両が新7000系デザイン。後者は7751 - 7755の5両製造。
- サハ7700形

2013年に中間制御車がサハに変更された。対象編成は7703、7714、7716、7752の4両である。7703が7000系、7714以降3両が新7000系デザイン、新7000系（50番台）としては7752である。
事業用車
- モヤ700形…奇数の車両番号はモハ7000形からの改造車。偶数の車両番号はモハ7100形からの改造車。奇数番号に主制御器および抵抗器を搭載。

各形式ともにパンタグラフは全ての電動車の海老名側の屋根上に搭載する（モヤ701のみ横浜方にも測定用パンタグラフを搭載）。
前述のようにVVVF制御の車両はクハ7700形、クハ7500形、モハ7300形、サハ7600形において下2桁が51から付けられている。

## 編成表
凡例
| - M … 走行用モーターを有する電動車。 - T … 走行用モーターのない付随車。 - c … 運転台のある制御車 - CONT … 走行用モーターの制御装置（抵抗器もしくはVVVFインバーター） - MG … 電動発電機 (Motor-generator) - CP … 電動空気圧縮機 (Compressor) - PT … 集電装置 (Pantograph) - セミクロス：セミクロスシート車 - ：ベビーカー・車椅子スペース |

### 7000系
ここでは、引退時の編成を記す。一時期は10両編成での運転もあった。
|          | ← 横浜海老名・湘南台 → |               |               |                |              |               |               |                |
| 号車     | 1                      | 2             | 3             | 4              | 5            | 6             | 7             | 8              |
| 形式     | クハ7700 (Tc2)         | モハ7100 (M1) | モハ7100 (M2) | サハ7500 (Tc1) | サハ7600 (T) | モハ7100 (M1) | モハ7100 (M2) | クハ7500 (Tc1) |
| 搭載機器 |                        | CONT,PT       | MG,CP,PT      |                |              | CONT,PT       | MG,CP,PT      |                |
| 備考     |                        |               |               | 女性専用車     |              |               | 弱冷房車      |                |
| 7710×8   | 7710                   | 7125          | 7126          | 7505           | 7602         | 7107          | 7108          | 7509           |

引退時のPTはすべてシングルアーム式に換装されていた。

### 新7000系
ここでは、引退時の編成のみを記す。現役編成は全編成VVVFであり、シングルアームパンタグラフに換装された。以前は抵抗制御の編成及び8両編成も存在した。
VVVFインバータ制御編成 (タイプ1)
|          | ← 横浜海老名・湘南台 → |              |               |                         |                |                |              |               |              |                     |
| 号車     | 1                      | 2            | 3             | 4                       | 5              | 6              | 7            | 8             | 9            | 10                  |
| 形式     | クハ7750 (Tc2)         | モハ7350 (M) | サハ7650 (T1) | モハ7350 (M)            | サハ7550 (Tc1) | サハ7750 (Tc2) | モハ7350 (M) | サハ7650 (T2) | モハ7350 (M) | クハ7550 (Tc1)      |
| 搭載機器 | MG, CP                 | CONT,PT      |               | CONT, PT                |                | MG, CP         | CONT, PT     | MG, CP        | CONT, PT     |                     |
| 備考     |                        |              |               | 女性専用車（2005-2019） |                |                |              |               | 弱冷房車     | 女性専用車（2019-） |
| 7751×10  | 7751                   | 7351         | 7651          | 7352                    | 7551           | 7752           | 7353         | 7652          | 7354         | 7552                |

VVVFインバータ制御編成 (タイプ2)
|          | ← 横浜海老名・湘南台 → |              |               |                         |               |               |              |               |              |                     |
| 号車     | 1                      | 2            | 3             | 4                       | 5             | 6             | 7            | 8             | 9            | 10                  |
| 形式     | クハ7750 (Tc2)         | モハ7350 (M) | サハ7650 (T1) | モハ7350 (M)            | サハ7650 (T2) | サハ7650 (T1) | モハ7350 (M) | サハ7650 (T2) | モハ7350 (M) | クハ7550 (Tc1)      |
| 搭載機器 | MG, CP                 | CONT,PT      |               | CONT, PT                | MG, CP        |               | CONT, PT     | MG, CP        | CONT, PT     |                     |
| 備考     |                        |              |               | 女性専用車（2005-2019） |               |               |              |               | 弱冷房車     | 女性専用車（2019-） |
| 7754×10  | 7754                   | 7359         | 7657          | 7360                    | 7658          | 7659          | 7361         | 7660          | 7362         | 7554                |

### 700系モヤ700形
|          | ← 横浜海老名・湘南台 → |               |
| 号車     | 1                      | 2             |
| 形式     | モヤ700 (Mc1)          | モヤ700 (Mc2) |
| 搭載機器 | Cont, PT               | MG, CP, PT    |
| 備考     |                        |               |
| 701×2    | 701                    | 702           |
| 703×2    | 703                    | 704           |

- 701・702は架線観測用のカメラを搭載。
- 704にはジブクレーンを搭載
- 本線上を走行する際は4両で走行する（検測設備を持たない703 - 704も使用する）。

## 車体装飾・広告貸切編成
| GreenBoxとして運転中の7755F（2003年 二俣川駅）  |  | 「走れ!みんなの横浜号」として運転中の7754×10（2008年6月6日 鶴ヶ峰駅）  |
| GreenBoxとして運転中の7755F （2003年 二俣川駅） |  | 「走れ!みんなの横浜号」として運転中の7754×10 （2008年6月6日 鶴ヶ峰駅） |

かつてはGreenBoxと呼ばれた1編成丸ごと広告貸切専用の編成をセミクロスシートを有する新7000系の7755×10を用いて走らせていた。この編成は車内の広告枠を貸し切るもので普段から特製のヘッドマークを掲げて運用されたが、末期は利用状況も芳しくなく廃止され、現在は一般の編成と同じように扱われている。
特筆される車体装飾としては、2009年（平成21年）に横浜港が開港150周年を迎えるにあたり、プレイベントの1つとして、2008年6月1日からの約1年間、一般から募った絵を印刷したフィルムを車体に貼りつけた「走れ!みんなの横浜号」が 新7000系の7754×10を用いて走らせたことが挙げられる。なお、横浜港開港150周年関連の車体装飾は全部で4種類用意されたが、他の3種類はすべて10000系を用いて運用され、その素材は一般から募ったものではなかった。
1986年（昭和61年）4月にはいずみ野線が開業10周年を迎えるのにあたり、新製間もない新7000系7713×10に特製のヘッドマークを付けて運用された実績がある。また、2016年   (平成28年)  4月には相鉄いずみ野線開業40周年を記念して開業当時から走っている7000系7707×8、7710×8、7712×8にそれぞれデザインが違ったヘッドマークがつけられた。

## 更新工事及び変更点
最新の編成でも製造から15年程度経過し、後発の新型車両とのサービス面での差が大きくなってきたことなどから、以下に挙げるような工事及び変更点が存在する。特に、2006年（平成18年）ごろより新7000系を中心に内装の改修工事が行われた。以下に各部分ごとについて更新内容を記載するが、一部の編成は施工内容が異なる。これらの工事は一度に施工されず段階的に行われている。

### 車体外観
- 集電装置が菱形からシングルアーム式に換装（2006年以前から施工している）。
- 冷媒に代替フロンを用いる冷房装置への換装。形状が変更されており外部からでも判別可能である。
- 2006年下期にモヤ700形を含めた全車両の先頭部と側面部に相鉄のロゴを貼付している。
- 早期廃車が予定されていた1975年に投入の1次車以外は車両間に転落防止幌が設置された。7000系に関しては編成の組み換えが多く、先頭車が中間に組み込まれることも多いので、クハ7700形・7500形（クハ7513以外）とモハ7000形の前面にも設置されたことが特筆される。
- 弱冷房車のシールが新しいものに変更され新たにその号車の扉横にも貼られた。

以下の工事は新7000系のみが対象。
- 警笛に電子笛を追加。
- 通りぬけのできなかった先頭車同士の連結部扉に幌を設置し、貫通路とした（7713×10・7715×10・7751×10の3編成のみ）。
- 車いすスペースのシールの貼る位置が更新工事で設置時では扉真ん中辺りの横だったが後年に番号表示の横に変更されている。

### 塗装

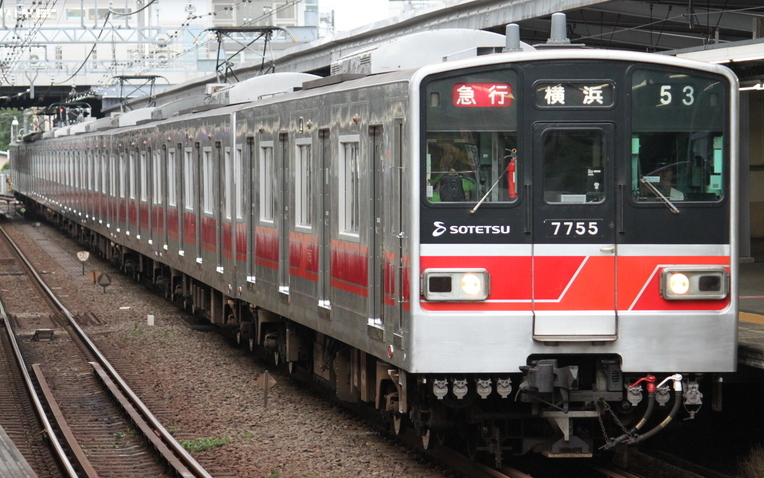
新7000系旧塗装（2014年5月12日）

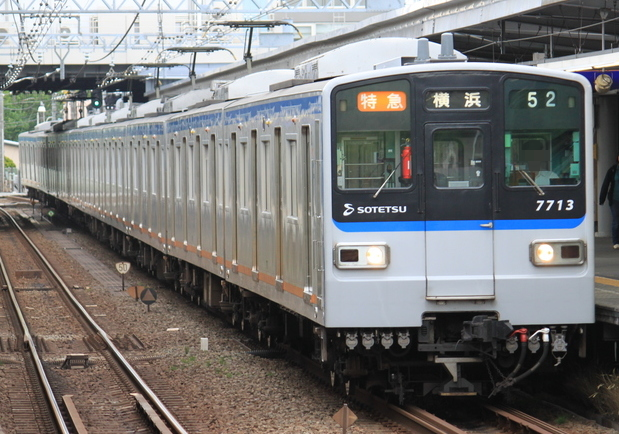
新7000系新塗装

- これまで系列ごとに異なった配色を施していた車体について、全車両相鉄の新コーポレートカラー（相鉄ブルーと相鉄オレンジ）への塗り替えが2007年4月から進められている。当初の予定では、2010年度末までに終了させるとしていた[2][3]が、2014年6月に開催された『さよなら赤帯旧塗装 車両撮影会 in相模大塚[4]』の開催が決まり、これで正式に現存する通勤車両（7000系〈詳しくは「#系列別概要」を参照〉を除く）すべてが新塗装化された。新7000系の中で最後まで旧塗装で残った7755Fは、このイベントの数日後に塗装変更のためかしわ台車両センターに入場し、同年8月27日に出場、その後運用復帰している。これで新7000系の旧塗装は消滅となった。また新塗装化の際、車両番号の表示を従来のプレートからステッカーに替えられ、書体と貼りつけ位置も変更されている。

前述の通り新7000系のみが対象であり、2014年8月に7755×10をもって全編成が塗り替えられた。日付については塗装変更完了日を指す。
- 7713×10：2007年12月21日
- 7754×10：2010年1月19日
- 7715×8 ：2011年8月29日
- 7753×10：2012年6月8日
- 7751×10：2012年8月15日
- 7755×10：2014年8月27日

なお、「YOKOHAMA NAVYBLUE」への塗装変更は行われなかったが、例外としてサハ7601が塗装試験車として使用されている。

### 種別・行先幕
- 2014年4月27日ダイヤ改正で特急新設のため種別幕が更新された。それに伴い、快速は緑→青、各停は黒（いずみ野線行先の場合は青）→灰色に変更された。ただ、種別幕しかない側面では、いずみ野線内の列車が判別出来ないため、側面幕のみ種別の下にいずみ野線と表示されるようになった。

以下の工事は新7000系（7713×8と7715×8を除く）のみが対象。
- 2019年11月30日ダイヤ改正で通勤特急、通勤急行の新設および相鉄新横浜線西谷駅 - 羽沢横浜国大駅の開業に伴い、種別幕および行先幕に前述の幕が搭載された[注 12]。ただし、各停幕は再度黒幕に変更された。

### 車内設備
- 弱冷房車の設定（1980年代後半より）。
- 優先席（旧・シルバーシート）の生地を灰色のものから青色のものへと変更（2002年頃より）。
- 女性専用車の設定（2005年5月9日より）。ただし、2019年11月30日ダイヤ改正で横浜寄り最後尾車両に変更されたため、貼り直された。
- 弱冷房車のシールが新しいものに変更。
- 2015年2月下旬よりドアステッカーが相鉄のマスコットキャラ「そうにゃん」が描かれたものに変更（2回目の更新となる[注 13]）。
- 2015年10月より優先席のルール変更によるシール変更。

次の工事は7000系と、新7000系7713×10のみが対象。
- 客室内照度向上のために蛍光灯を3波長形のものに交換し、さらにアルミ製の反射板を設置した。また、冷房の吹き出し口にアルミ製の整風板を設置。

以下の工事は新7000系のみが対象。
- 先頭車への車椅子スペース設置（編成中間に組み込まれた車両を除く）
- ベビーカースペースの設定（2015年2月下旬より）
- 非常通報器を9000系と同じものに交換。
- つり革の丸型から10000系に準じた三角型への変更。
- 側窓のカーテンを交換。
- セミクロスシート車へつり革を増設（7755×10のみ）。
- ドアチャイムの設置[注 14]
- 各座席の端部にスタンションポールを設置。
- 先頭車（横浜寄りのみ）の運転室の仕切りの大きさが車内から見て左側のみ扉真横までと大きくなった（VVVF車のみ）。

また、2014年のダイヤ改正によって使用できなくなっていたドア上の車内案内表示機は、同年9月から更新工事が始まっている。その際に本線（二俣川〜海老名）の部分にて特急を除き各駅に停まる種別の部分が一まとめされた他、相鉄のマスコットキャラクター「そうにゃん」が描かれている。なお、7713×10の貫通路の上部のものは前述の通り特注となっており、そうにゃんが描かれていない。7751×10以降の編成は、2019年11月30日ダイヤ改正で新たに通勤特急、通勤急行の新設および相鉄新横浜線西谷駅 - 羽沢横浜国大駅の開業に伴い、路線図が更新されそうにゃんは再度描かれなくなった。また全駅停まる種別の部分が一まとめになった。ただし、羽沢横浜国大駅には停車ランプが設置されていない。

### 走行設備
- 7000系の一部に搭載する旧式CP（形式：HB2000型）の動作音の低減改良。

### 保安設備
2008年に発表された計画によると、相鉄では今後現行ATSと列車無線を含む保安装置をJR東日本に準じるものに変更する予定。本系列においても2009年夏季から事業用車両700系も含めて設置工事が進められている（詳細は「神奈川東部方面線」を参照されたい）。
- 編成中の各先頭車に運転士の体調の急変に備えるEB装置を設置。
- 編成両端の先頭車の運転室真上にはJR式の空間波列車無線アンテナが設置され、同時にデジタル列車無線機器の準備工事も行われ、2015年10月3日より使用開始している。
- 編成両端の先頭車にJR型の自動列車停止装置（ATS-P）を設置し、2014年3月30日より使用開始している。これらの関連機器類を車両中央の非常扉の直後に設置されたため、非常扉は使用できなくなった。

JR型列車無線は工事の始まる前の2005年秋に新7000系4両にアンテナを仮設して試験が行われた。

## 運用

### 7000系

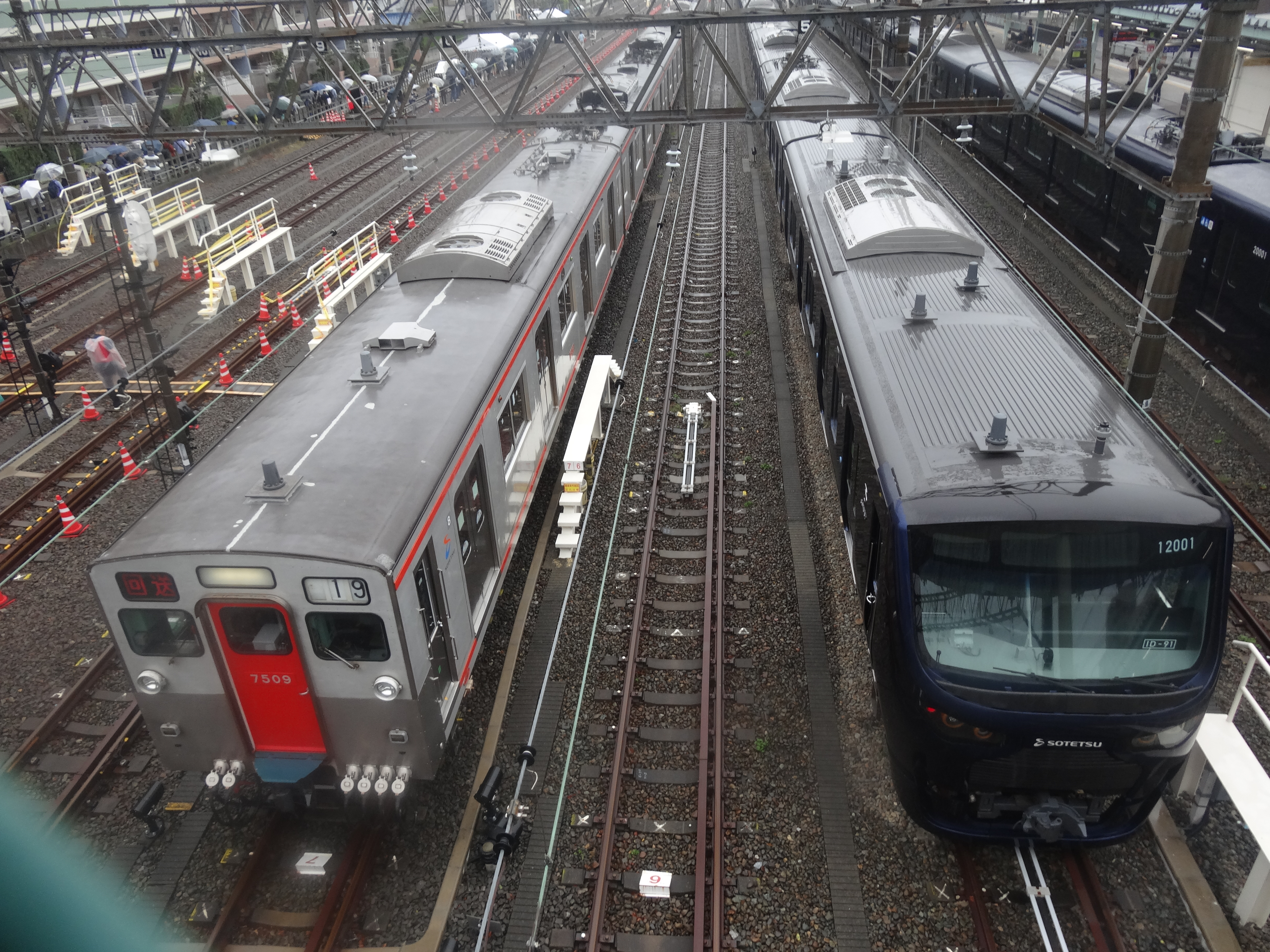
引退・撮影会イベントでは7000系と12000系が並んだ（2019年10月14日）

運用開始以後、2006年度まで700系に改造された4両を除き全車両が在籍した。運転に必要な各種機器（CONT, MG, CPなど）を動力車に集中して搭載していることや、編成数に対して先頭車両の数が多いことなどにより、特に2000年代に入ると、8両や10両に組み換えることでダイヤ改正に柔軟に対応し、主力車両として運用されてきた。
2006年度に10000系電車10両編成1本（10両）投入の代替として、7700形・7100形・7500形のトップナンバーを含む初期車や後述の踏切事故で損傷した車両を含む8両が本系列として初の廃車処分となった（700系への改造も2006年8月付なのでこれも含めると12両減少した）。2007年度は廃車はなかったものの、2008年度から新形式となる11000系電車が投入され、本格的な置き換えが始まっている。11001×10、11002×10を投入したことにより5000系5053×10とともに後述の焼損事故編成が廃車されてサハ7600形に初の廃車が発生した。続く11003F投入によりモハ7000形にも初の廃車が発生している。
なお解体場所は、2005年春の5000系5051×10までは厚木操車場であったが、本系列ではかしわ台車両センターで主要部品を抜き取った後にトレーラーで解体業者へ陸送されている。
廃車が進む一方で2009年度からは一部編成に前述のATS-Pなどの新型保安装置が設置された。新型保安装置搭載後は編成の先頭となるクハ7700形、クハ7500形の貫通扉背後に機器が置かれたため、更新の項でも述べたように扉の開閉はできなくなった（非貫通化）。この工事は中間車代用として組み込まれている先頭車には施工されておらず、この保安装置を搭載した非貫通化先頭車を、今後中間車代用として組み込むことは考えにくいため、事実上の固定編成化といえる。なお、この更新を受けた車両は8両編成3本（24両）である。未更新の編成は2011年6月をもって営業運転からは姿を消し、10両編成も同時期に消滅した。以後は前述の24両が運用されていたが、7707×8は2018年2月からの20000系投入とそれに伴い後述の7713Fが8両化されたこと、7712×8は2019年4月からの12000系投入により運用を離脱し、後日解体業者へ陸送されている。なお、同年4月29日から5月6日まで特別運行と称して、7710×8に7712×8の一部車両を組み込み10両編成で運行された。その後、2019年10月に最後まで残っていた7710×8が運用を離脱し、同月14日に相模大塚駅構内で行われた引退・撮影会イベントの後、速やかに解体業者へ陸送された。これとともに相鉄の赤塗装車も消滅となった。

### 新7000系

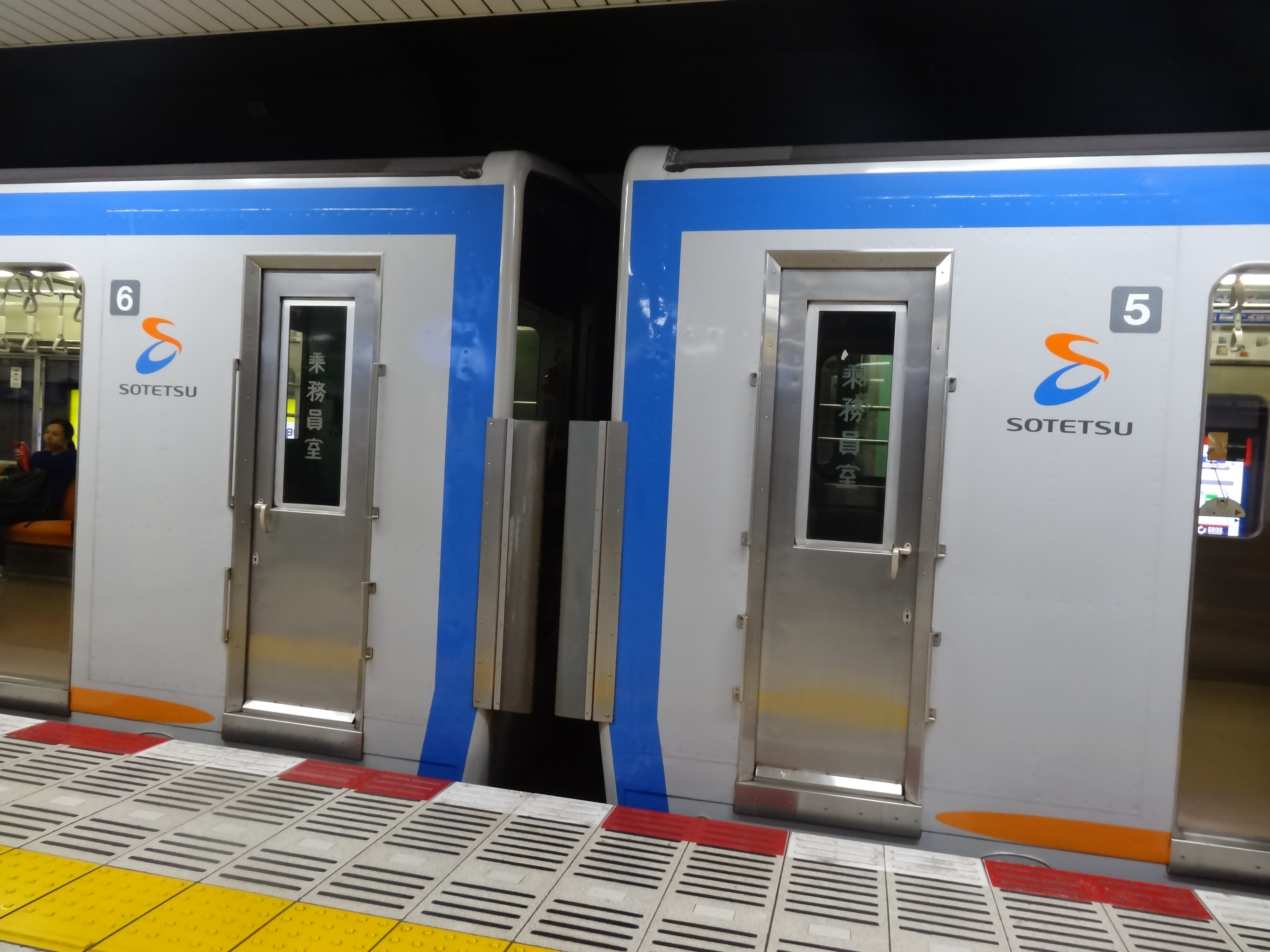
新7000系第3編成の中間制御車両（7551+7752）

前述のように6+4、5+5に分割可能な編成もあるが、営業運転時には基本的に連結した状態で運転され、中間の制御車は事実上の中間車として扱われていた。7000系や5000系の前面は貫通路であったが、新7000系は非常扉として設置されたため、中間に組み込まれた制御車同士間の通り抜けができないという欠点があったが、2007年5月に7751×10で貫通幌を設置できるよう改造したことにより、この問題が解決された。また、同年6月から8両編成化されていた7713×8にもこの方法で抜かれた制御車を組み込み、約1年ぶりに10両編成として復帰。同年7月には7715×8も制御車を組み込んだ上で10両編成化され、同時に中間の制御車に転落防止幌が設置された。
8両編成化のために編成から抜かれていた車両と、その時期は以下の通り。
- 7713×8 (7714・7514)：2006年5月20日ごろ - 2007年5月9日ごろ
- 7715×8 (7716・7516)：2006年5月20日ごろ - 2007年6月19日ごろ
- 7715×8 (7157・7156)：2008年12月28日ごろ - 2009年4月21日ごろ、2011年6月28日ごろ - 2018年1月14日
  - モハ7156、7157は2018年1月14日に厚木操車場からかしわ台車両センターへ廃車回送。同月27日までに千葉県内の解体業者へ陸送された。
- 7713×8 (7151・7150)：2009年4月19日ごろ - 10月24日ごろ、2018年2月18日 - 2019年4月
  - モハ7150、7151は2019年4月3日に厚木操車場からかしわ台車両センターへ廃車回送された。

2019年11月30日ダイヤ改正以降は、10両編成のみとなり、他系列の10両編成と共通運用で、特急、通勤特急、急行、通勤急行、快速、各停全ての種別に使用されていた。また、都合によっては、8両編成の運用や相鉄新横浜線（相鉄・JR直通線）の運用を代走することがあった。
本系列は2017年時点では60両全車が在籍していたが、前述の通り2018年1月14日に7156、7157が、2019年4月に7150、7151が解体業者へ陸送された。
以降、廃車となった編成は以下の通り。
- 2019年8月1日〜7日にかけて、7713×8が解体業者へ陸送され、新7000系で初の編成単位での廃車が発生した。
- 2019年11月29日をもって7715×8が運用を離脱し、翌年1月20日〜27日までに8両とも解体業者へ陸送された。
- 2020年1月27日をもって7755×10が運用を離脱し、同月29日より解体業者へ陸送された。
- 2020年8月15日をもって7753×10が運用を離脱し、同月20日より解体業者へ陸送された。
- 2020年10月18日をもって7751×10が運用を離脱し、同年11月6日より解体業者へ陸送された[8]。
- 2020年11月6日をもって7754×10が運用を離脱し、翌7日・8日のかしわ台車両センターでの新7000系引退イベント[9]を経て、同月25日より解体業者へ陸送された。

### 運用終了
7000系は新旧ともに「YOKOHAMA NAVYBLUE」への塗装変更の対象外となり、新型車両20000系および12000系によって置き換えが進められ、前述の通り7000系は2019年10月に、新7000系も2020年11月にそれぞれ運用を終了した。直角カルダン駆動方式および特殊なブレーキ構造から、扱いに習熟している相鉄以外でのメンテナンスが非常に難しいことが災いし、全車両が解体業者へ陸送されており、現存するものはない。

## 事故車両
2005年4月27日に天王町駅 - 星川駅間の天王町1号踏切を通過中の7000系の側面に軽自動車が衝突したが、列車の乗客にけが人は出なかった。該当踏切を含むこの区間では高架化工事が進んでいる最中の出来事だった。2日前の同月25日にJR福知山線脱線事故が発生した直後だったこともあり、「頻発する鉄道事故」として報道された。
事故編成は次の通りである。
←横浜方面（1号車）
クハ7707（後に営業復帰） - モハ7105（廃車） - モハ7106（同） - クハ7502（同） + （5 - 8号車の4両）
衝突されたクハ7502は床下機器の損傷がひどく、継続使用できる状態ではなかった。事故車両4両は事故後は厚木操車場での留置が続いていたが、クハ7707を除く3両は2007年にかしわ台車両センターに廃車回送された。損傷しなかったクハ7707は2006年10月にクハ7701と振り替えられて1年半ぶりに営業に復帰した。この影響により休車扱いで厚木操車場に留置されていた5000系電車5053Fが緊急予備目的で2005年5月から運用に復帰した。また、事故編成の元5 - 8号車は組成する車両を替えて営業運転に復帰している。
また、2008年12月14日には、緑園都市駅から南万騎が原駅へ向けて走行中の7000系8両編成が過電流によりトンネル内で立ち往生し起動不能となった。この編成は1時間ほど前にも同様の故障を起こしており、この先の二俣川駅で運転を打ち切る予定だった。
事故編成は次の通りである。
←横浜方面（1号車）
クハ7711 - モハ7109 - モハ7110 - サハ7606 + クハ7705 - モハ7111 - モハ7112 - クハ7510
モハ7109は床下機器を焼損した。事故直後に全車が厚木操車場へ疎開回送されたが、復旧はされず2009年1月に全車がかしわ台車両センターへ廃車回送された。この影響により、新7000系の7713Fと7715Fがそれぞれ2両を抜いた8両編成で一時的に運行されていた。